# North American Aviation
A North American Aviation, Inc. 1928-ban alapított amerikai repülőgépgyártó vállalat volt, amely hamar harci gépek előállítására szakosodott. A gyár a második világháború és az azt követő hidegháború során volt sikeres, számos legendás típust készített az amerikai haderő részére. Ilyen legendás repülőgép volt a P–51 Mustang vadászgép, a B–25 Mitchell bombázó, a T–6 Texan oktatógép, az F–86 Sabre vadászrepülőgép, vagy a későbbi időkből a B–1 Lancer szuperszonikus nehézbombázó.
A repülőgépgyár űripari részlege is legalább olyan híres volt termékeiről, mint a repülőgépgyártó részleg. A North American állította elő az Apollo űrhajót, a Saturn V holdrakéta második fokozatát – az első hidrogén-oxigén hajtású űrrakéta fokozatot, az S-II-t –, majd később az űrrepülőgépet is. A 70-es évek elejére a korábbi sikerek ellenére a cég hullámvölgybe került és összeolvadt a Rockwell repülőgyárral, neve pedig eltűnt a palettáról. Később a Boeing vásárolta fel a Rockwell Internationalt, így ma az egykori North American az óriáscég katonai divíziójának része.

## Története

### Alapítása
A North Americant 1928. december 6-án alapította Clement Melville Keys, miután különböző légitársaságok és repülőpipari cégekben érdekeltségeket vásárolt magának. A cég alapításakor ezen érdekeltségek kezelésével foglalkozó holdingként kezdett működni, Keys nem akart ezzel a cégével repülőgép-gyártásba vágni.
1933-ban a General Motors 30 százalékos – irányító – részesedést szerzett a vállalatban , ám a nevet megtartotta.
Egy 1934-es amerikai törvény, az Air Mail Act  alapvető változást indukált a cég életében, amikor a törvényhozás előírta a repüléssel foglalkozó társaságok kötelező felosztását: egy cég ettől fogva vagy légi fuvarozással, vagy repülőgép gyártással foglalkozhatott az Egyesült Államokban, a két tevékenység a továbbiakban összeférhetetlen volt. A North American (amellett, hogy ideiglenesen, 1938-ig még megtarthatta az Eastern Airlines részvényeit) a gyártás mellett döntött. Ehhez a Douglas Repülőgépgyártól elcsábította James H. „Dutch” Kindelbergert, aki a társaság elnökeként a gyártás megszervezését kapta feladatul.
Kindelberger Kaliforniába költöztette a céget az ottani kedvező időjárási (az év egészében repülésre alkalmas) feltételek miatt, ezzel minimalizálva bármiféle fejlesztési késedelmet. A gyártási stratégiát pedig kis katonai gyakorló repülőgépekre alapozta mondván, hogy egy kezdő, gyártási és technológiai tapasztalattal még nem bíró cégnek az egyszerűbb, de tömegesen megjelenő igényeket érdemes megcélozni a veszélyes technológiai kihívásokat, buktatókat tartalmazó más szegmensek helyett. A cég első terméke ennél fogva egy felderítő/oktató gép volt, a G–15/G–16 típusjelzésű páros (előbbi ugyanazon gép felderítő, utóbbi pedig a gyakorló változata volt, amellyel később megnyerték a hadsereg légierejének egyik pályázatát, a gép hivatalos elnevezése pedig N–16 lett).

### A második világháború

P–51 Mustang kötelék a II. világháborúban

Az 1930-as évek végén a cég vezetése a rendelések várható felfutása miatt úgy döntött, hogy további gyártóhelyeket nyit. 1940-ben ezért beindult a texasi Fort Worth-ben és Kansas City-ben is a gyártás. A bővítés Amerika már előre vetíthető háborúba lépése miatt jól időzített volt.
A cég igazi fellendülését a második világháború hozta el, amikor tömegével jelentkezett igény harci repülőgépek iránt. A North American első sikeres konstrukcióját éppen ez a tömegigény szülte: az amerikai haderőknek nagy szüksége volt egy egyszerű oktatógépre, amelynek pályázatára a T–6 Texan gyakorlógépet nevezte be a cég. Az N–16 továbbfejlesztéséből született T–6-ost megrendelte a Haditengerészet is és SNJ néven rendszeresítette, míg a tengerentúlra került példányoknak a Harvard nevet adta a megrendelő Brit Királyi Légierő. A típusból végül 12 000–15 000 közötti darabszámot állítottak elő, amellyel valószínűleg a valaha legnagyobb számban gyártott repülőgép címet érdemelte ki a típus.
A lendületbe jövő cég később belevágott a kezdetekkor veszélyesnek tartott bonyolultabb konstrukciók tervezésébe is és 1940 nyarára előrukkoltak a B–25 Mitchell bombázóval. A közepes bombázó gyártási darabszáma is elérte a 10 000 darabot a háború alatt.
A háború legsikeresebb North American terméke kétségkívül a P–51 Mustang vadászrepülőgép volt. A háború második felében szolgálatba állt vadász korábbiaktól nagyobb hatótávolsága adta meg a lehetőséget Németország hátországának – vagyis ipari potenciáljának – hatékonyabb bombázásához, mivel ez a típus már végig elkísérhette a bombázókötelékeket németországi bevetéseikre és kiiktathatták a Luftwaffe vadászait.
1945-ban a cég gyártóüzemet épített Dallasban a Fairchild által kifejlesztett C–82 Packet nehéz szállító repülőgép gyártására. A típusból ugyan 792 darabot rendeltek a North Americantól, a háború után azonban csökkent a gép iránti igény, így mindössze 3 darabot gyártottak C–82N típusjelzéssel.
A North American 1938. és 1945. között 43 208 darab  repülőgépet állított elő, a legtöbbet az amerikai gyártók közül.

### A háború utáni tevékenység

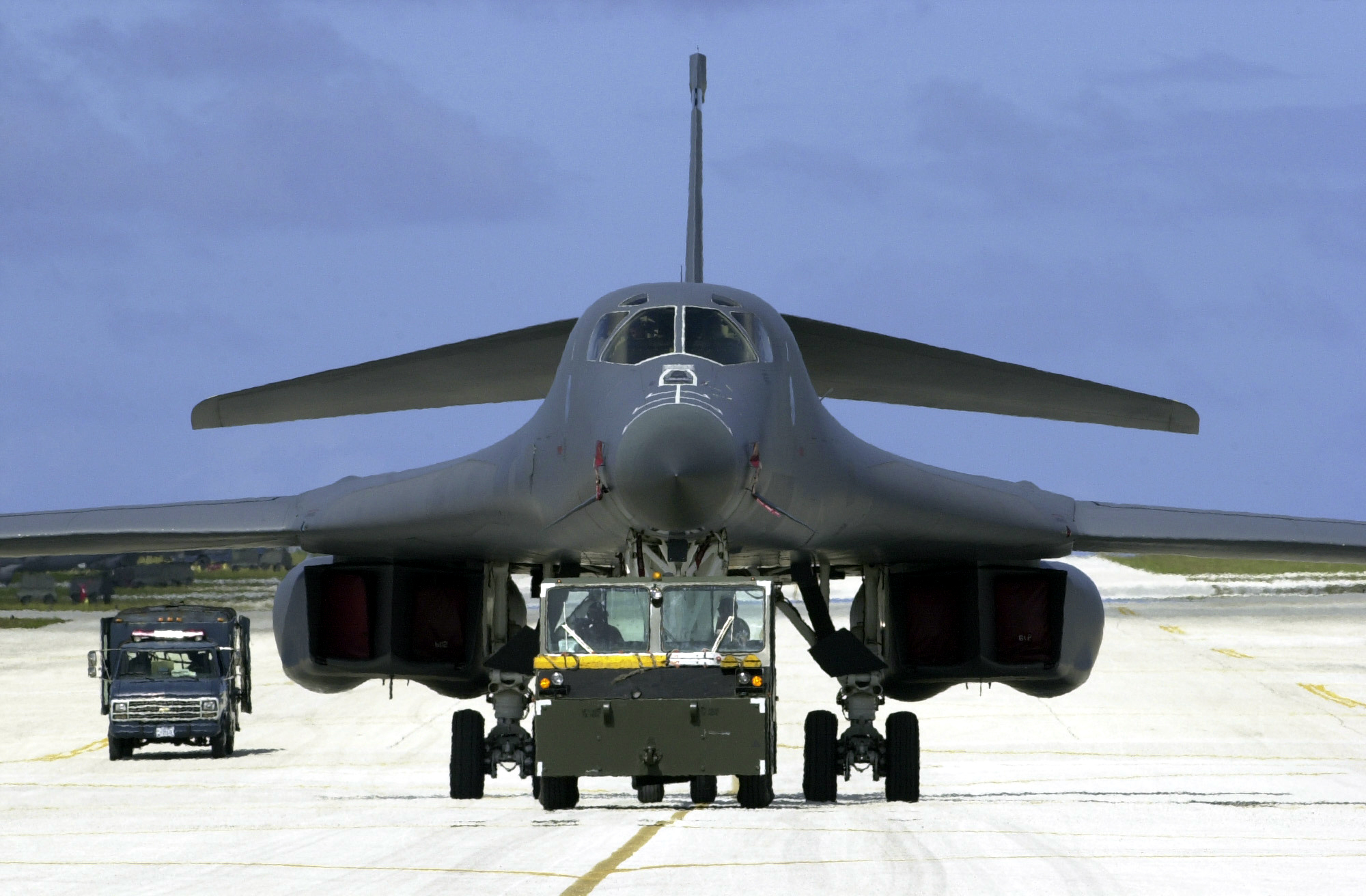
A B–1B Lancer, a cég utolsó önálló projektje

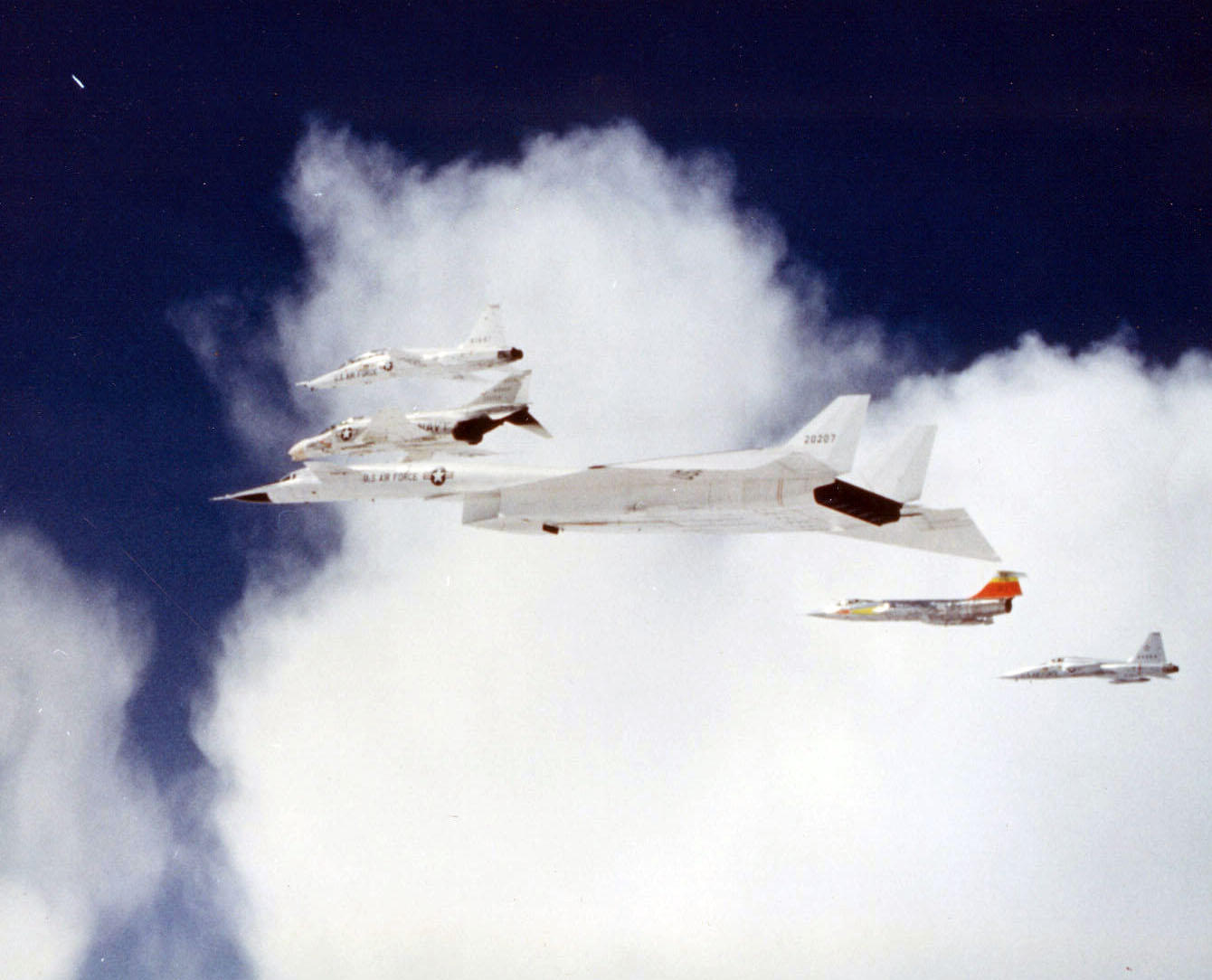
Az XB–70 Valkyrie egyik prototípusa percekkel a típus és talán a gyártó cég sorsát megpecsételő katasztrófa előtt

A szövetségesek győzelmét követően a repülőgépek iránti igény megcsappant, a háború utolsó napján meglévő 8000 darabos rendelésállomány 24 darabra zuhant a háborús megrendelések törlését követően, így a csúcsidőszakban 91 000 fős alkalmazotti létszámot is le kellett építeni, 1946-ra 5000 főre csökkent a cég létszáma. Ám a North American hamar kilábalt a visszaesésből, 1945-ben kifejlesztette a radarral felszerelt éjszakai vadász feladatkörű F–82 Twin Mustangot, 1946-ban az első sugárhajtású vadászgépet, az FJ Fury-t, majd 1947-ben a B-45 Tornado-t, a világ első katonai szolgálatba állított sugárhajtású bombázóját. 1947-ben a háborús termeléshez hasonló üzleti sikert könyvelhetett el magának a cég. Az FJ Fury továbbfejlesztésével nekiláttak az XP-86 projektnek, egy nyilazott szárnyú, sugárhajtású vadászgép koncepciónak, amely eléri az 1 Mach sebességet. A projekt eredménye az F–86 Sabre vadászgép lett. Az amerikaiak az F–86-ot küldték hadba a koreai háborúban a szovjet MiG–15 vadászgép ellen, amely sikerrel vette fel a versenyt a híres orosz vadásszal. Az F–86 sikerességét jól jelzi a legyártott darabszám: az Egyesült Államokban 6656, külföldön licencgyártásban több mint 2500 darabot gyártottak az ötvenes években. Ezzel a típussal lépte át egy amerikai pilóta a sorozatgyártott repülőgépek közül elsőként a hanghatárt.
Az ötvenes évek elején a siker továbbra is kitartott a cég mellett. A cég kapta a híres „100-as sorozat” első megrendelését, az F–100 Super Sabre gyártási jogát. Emellett sikerült a kezdeti sikerek terepén, az oktatógépek piacán is újabb maradandót alkotni, a haditengerészet pályázatán indított T–2 Buckeye lett a nyertes, amely végül egy 50 éves karrier kezdete volt. Az A-5 Vigilante repülőgép-hordozó fedélzeti sugárhajtású bombázó mérsékeltebb, de biztos siker volt, ugyanígy az OV–10 Bronco a szárazföldi haderők számára gyártott megfigyelőgép.
Az ötvenes évek a csúcstechnikába való belépés korszaka is volt a vállalat számára. A North American először az X–10 személyzet nélküli technológiai demonstrátorral nyert tapasztalatot a nagy sebességű robotrepülőgépek fejlesztésében, majd a NASA számára a repülőgépes repülés legvégső határait feszegető kísérleti gépet gyártottak. Az X–15 programhoz három rakéta-repülőgép épült, amellyel a repülőgéppel elérhető legnagyobb magasság és sebesség határait próbálgatták az űrhivatal berepülő pilótái.
A sikeres típusok mellett természetesen számos zsákutcának bizonyult konstrukció is készült a gyárban, vagy legalábbis olyan, amelyen hamar túllépett a haditechnika, amilyen például a Twin Mustang, a B–45, az XF-93, vagy a Navajo robotrepülőgép volt. A cég sorsfordulata a hetvenes években következett el, amikor csupa olyan terv született a gyárban, amely végül sikertelen lett. A North American kimaradt a harci repülőgépek 1970-es évek eleji-közepi nagy generációváltásából, amelyben a McDonell Douglas a nehézvadász, a General Dynamics a könnyűvadász, a Grumman szinte minden repülőhordozós típus gyártója lett, a North American Rockwell pedig elbukott az F–107 és az XF–108 Rapier tervével és a repüléstörténet egyik legkülönlegesebb gépével a 3 Mach sebességre tervezett szuperbombázóval, az XB–70 Valkyrie bombázóval is.
A cégnek egyetlen sikeres projektje maradt a hetvenes évekre, a B–1 Lancer 2 Mach sebességű bombázó. Azonban ez a program – elsősorban a magas költségei miatt – folyamatos politikai viták kereszttüzében volt, olyannyira, hogy Jimmy Carter elnök időlegesen törölte is a programot, hogy majd Ronald Reagan támassza fel az 1980-as években. A bizonytalan és kevés bevétel végül a hadiipar perifériájára szorította a céget.

### Az űripari divízió létrejötte

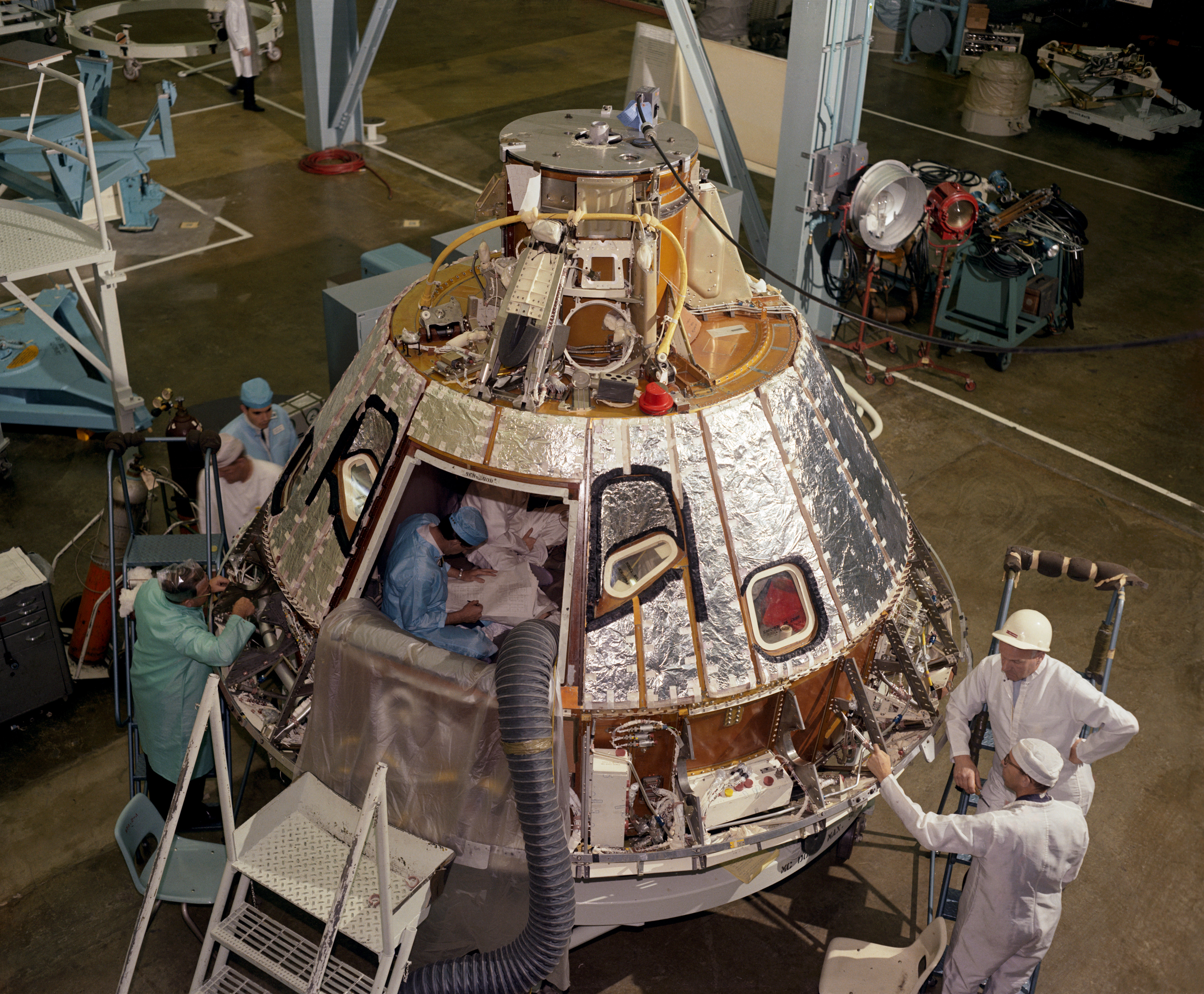
A CSM-012 jelű Apollo parancsnoki egység végszerelése az Apollo–1 küldetéshez

Az 1950–60-as évek fordulóján, számos North American-programot töröltek, így a cég nehéz helyzetbe került, a kilábalást az akkori alelnök, Lee Atwood az űripari megrendelésekben látta és a cég az Apollo-program beszállítója lett. A North American két fő részegység, az Apollo űrhajó, valamint a Saturn V hordozórakéta második fokozata az S-II gyártója lett. A cég Apollo-programbeli teljesítménye igen ellentmondásos. 1967. január 27-én az Apollo–1 repülését megelőző egyik földi próbán tűz ütött ki a kabinban és a bent gyakorló három űrhajós, Gus Grissom, Ed White és Roger Chaffe meghalt. A balesetet kivizsgáló bizottság számos hibát fedezett fel a North American (és a vele együttműködő NASA) gyártási és menedzsment folyamataiban, olyannyira, hogy komolyan felmerült a céggel való szerződésbontás is. A későbbi holdrepüléseken az űrhajókon további gyártási hibák merültek fel (a legsúlyosabb az Apollo–13 robbanással végződött oxigéntartály-problémája volt), ugyanakkor az S-II rakétafokozat mindvégig kielégítő teljesítményt nyújtott.
Az űrtevékenység, pontosabban az Apollo–1 katasztrófánál felmerült hibák hoztak ismét gyökeres változást a cég életében, nyilvánvalóvá vált, hogy mind munkaszervezési, mind technológiai oldalról szükség van a megújulásra és ehhez egy másik céggel való összeolvadás a legmegfelelőbb megoldás. 1967-ben a vállalat összeolvadt a Rockwell-lel, létrehozva a North American Rockwell konzorciumot.
Az Apollo-programot követően, 1972-ben a North American már új néven Rockwell International-ként nyerte el a következő űrhajó, a minden tekintetben technológiai és korszakváltást jelentő Space Shuttle gyártását is, a downey-i telephelynek biztosítva a folytonosságot. Az STS rendszer fő elemének számító – a köznyelv által űrrepülőgép néven ismert – orbiterből négy darabot állítottak elő, a később balvégzetű Columbia és Challenger, valamint a ma is aktív Discovery és az Atlantis űrhajókat. A légköri repülési tesztekhez építettek egy ötödik űrsiklót is, az Enterprise-t, amelyet azonban csak az eszköz repülőképességének és a távolsági szállítások (egy átalakított Boeing 747 hátán történő utazások) kipróbálására szolgáló próbákon használtak. Legvégül a katasztrófát szenvedett Challenger pótlására utólag megrendelt Endeavour építését végezte el a cég.

### Megszűnése
Az 1990-es évek a világgazdaságban a nagy cégfúziók évtizede volt, számos óriásvállalat olvadt össze, hogy kiaknázza a nagyobb cégméret és a szervezeti felépítések egyszerűsödésének előnyeit. Így történt ez a hadiiparban is, és a korábban nagy, patinás cégek felvásárolták egymást és egyesültek. A Boeing volt a legaktívabb ebben a folyamatban, felvásárolta a McDonnell Douglast, a Northropot és a Rockwell Internationalt, így 1996-ban a cégnév eltűnt a hadiiparból , már csak a felvásárló cég egyik divíziójaként él tovább. Ironikus, hogy a North American (önálló) életpályája akkor ért véget, amikor a legegyszerűbb konstrukciótól, a T–6 gyakorlógéptől, eljutott a csúcstechnológia csúcsára, az emberiség legkorszerűbb űrhajójának gyártásáig.

## Gyártóbázisok
- Downey, Kalifornia
- Kansas City, Kansas
- Dallas, Texas
- Columbus, Ohio

## Főbb gyártott típusok

### Vadászrepülőgépek
- P–51 Mustang
- F–82 Twin Mustang
- F–86 Sabre
- F–100 Super Sabre
- F–107
- P–64
- FJ Fury

### Bombázó repülőgépek
- B–25 Mitchell
- AJ Savage
- B–45 Tornado
- A–5 Vigilante
- B–1 Lancer

### Oktató repülőgépek
- T–6 Texan
- T–28 Trojan
- T–2 Buckeye
- BT–9

### Futár repülőgépek
- L-17 Navion

### Megfigyelő repülőgépek
- O–47
- OV–10 Bronco

### Kísérleti repülőgépek
- XB–21
- XB–28
- YF–93
- X–10
- XF–108 Rapier
- X–15
- XB–70 Valkyrie

### Támadó repülőgépek
- A–36 Apache

### Utasszállító repülőgépek
- Sabreliner

### Magyar oldalak
- T–2 Buckeye – fél évszázad a flotta szolgálatában JETFly magazin
- B-25 Mitchell amerikai bombázó repülőgép HTKA Magazin
- XB-70 Valkyrie Harcirepülő.hu
- NORTH AMERICAN P-51 MUSTANG

### Külföldi oldalak
- U.S. Centennial Flight of Comission – North American Aviation (angol nyelvű oldal)